# Karl Wülfrath
Karl Wülfrath (* 21. September 1904 in Gelsenkirchen; † 1981 in Düsseldorf) war ein deutscher Historiker und Organisator großräumiger Kirchenbuchverkartungen.

## Leben und Werk
Karl Wülfrath begann sein Berufsleben mit einer Lehre als Handlungsgehilfe, bevor er ab 1924 an der Universität Köln Wirtschafts- und Sozialwissenschaften studierte. 1926 wechselte er die Fachrichtung und belegte Geschichte sowie deutsche und englische Philologie. Ab 1929 verwaltete er die Stelle eines planmäßigen Assistenten am Englischen Seminar, die er dann von 1934 bis 1941 innehatte. In seiner Jugend war er Mitglied der Pfadfinder und verfasste mehrere Artikel für deren Zeitschrift „Auf neuem Pfad.“
Im Juli 1933 promovierte sich Wülfrath mit der literaturhistorischen Arbeit „Bibliotheca Marchica“ im Fach Geschichte. Am 1. Oktober 1933 trat er in die SA ein und wurde 1937 Mitglied der NSDAP. 1934 heiratete er. Seine finanzielle Situation verbesserte sich grundlegend durch die familiengeschichtliche Zusammenarbeit mit dem niederländischen Generalkonsul in Köln, Hans Carl Scheibler. Die gemeinsamen genealogischen Forschungen über die Unternehmerfamilie Scheibler und ihren Heiratskreis führten 1939 zur Veröffentlichung der „Westdeutschen Ahnentafeln“. Hinter diesem irreführenden Titel verbirgt sich ein für die Wirtschafts- und Sozialgeschichte bedeutsames Buch, in dem die wirtschaftlichen und verwandtschaftlichen Verflechtungen der Unternehmerfamilien und des Bankkapitals an Rhein und Ruhr in beispielhafter Weise aufgezeigt werden.
Anfang 1937 regte der Historiker Gerhard Kallen an, Wülfrath solle einen Band über bäuerliche Sippenkunde als zweiten Band der „Westdeutschen Ahnentafeln“ konzipieren, der zugleich als Kreissippenbuch für den Kreis Bergheim erscheinen sollte. Am 17. August 1937 wurde Wülfrath offiziell von der Landesbauernschaft und der Gesellschaft für Rheinische Geschichtskunde mit der bevölkerungsgeschichtlichen Untersuchung der Erftlandschaft beauftragt. Die Landesbauernschaft wollte die Verkartungen vorantreiben, Wülfrath sollte die Daten wissenschaftlich auswerten.
Wülfrath nannte diese Zielstellung, in Anlehnung an den Pfarrer Johann Bredt, „Historische Volkskörperforschung“. Da die zugesagte Unterstützung der Verkartungen gering blieb, übernahm Wülfrath 1938 ehrenamtlich die Organisation und Leitung der Verkartungsarbeiten, für die er auf privater Basis eine „Arbeitsstätte für geschichtliche Volkskörperforschung an der Universität Köln“ gründete. Es gelang ihm, von der Reichsstudentenführung bis zu gleichzeitig 30 Studenten für die Verkartungen zugeteilt zu bekommen und ihre Aufwandsentschädigung zu sichern, ebenso die der über den NSLB gewonnenen ehrenamtlich mitarbeitenden Lehrer. Als 1939 nach Kriegsbeginn die Arbeiten stockten, schaffte es Wülfrath im Dezember 1939, die Arbeitsstätte als eine Unterabteilung der Rheinischen Abteilung (Oidtmann-Sammlung) der Universitätsbibliothek an die Universität Köln einzugliedern. 1941 wurde die Arbeitsstätte zum Rheinischen Provinzialinstitut für Sippen- und Volkskörperforschung aufgewertet.
Bereits am 4. Juni 1941 hatte kriegsbedingt der Reichsminister des Innern die Unterstützung der Verkartungsarbeiten durch den Verein für bäuerliche Sippenkunde und bäuerliches Wappenwesen untersagt. Am 2. September 1943 wies der Reichsminister für die kirchlichen Angelegenheiten an, dass „die laufenden Verkartungsarbeiten stillzulegen seien.“ Diese Anordnungen führten auch zur Schließung von Wülfraths Institut in Köln am 30. September 1943. Er selbst wechselte als Schatzmeister in die Dienststelle der Fördergemeinschaft „Gesundes Landvolk“ nach Berlin. Nachdem diese Dienststelle am 15. Januar 1944 ausgebombt worden war, arbeitete Wülfrath bis Mai 1945 in der Ausweichstelle in Landshut. Dort verhaftete ihn die amerikanische Militärregierung und internierte ihn 19 Monate lang.
Nach seiner Entlassung 1947 versuchte Wülfrath erneut, aber vergeblich, eine gesicherte berufliche Existenz als Historiker aufzubauen. Er erhielt nur Aufträge für kleinere Firmengeschichten. Er scheiterte mit Anträgen, die Genealogische Kartei der Erftlandschaft wieder in die Hand zu bekommen und statistisch auszuwerten. Sie befindet sich im Personenstandsarchiv Brühl im Eigentum der Westdeutschen Gesellschaft für Familienkunde.
Wülfraths schriftlicher Nachlass aus den Jahren 1933 bis 1943 befindet sich im Stadtarchiv Witten.